# JustWatch
JustWatch ist eine internationale Film- und Seriendatenbank, welche in 120 Ländern verfügbar ist. Dabei spezialisiert sich das Unternehmen auf die (legale) online-Verfügbarkeit von Serien und Filmen und funktioniert dabei als Suchmaschine.
Das Unternehmen JustWatch GmbH hat seinen Sitz in Berlin und beschäftigt rund 80 Mitarbeiter. Ins Leben gerufen wurde JustWatch 2015 von einer Gruppe von sechs Gründern, die das Startkapital aus eigenen Mitteln stellten. 2018 erhielt das Unternehmen europäische Fördermittel, um Datenbestände innerhalb der Europäischen Union zu verbessern.